# A History of Violence (film)
A History of Violence är en amerikansk action-thrillerfilm från 2005 i regi av David Cronenberg. Den är baserad på en serieroman från 1997 med samma titel av John Wagner och Vince Locke. Filmen hade premiär den 23 september 2005 i USA och den 2 december 2005 i Sverige.
Stilistiskt pekar filmen mot en ny riktning för regissören Cronenberg. Hans tidigare burleska och absurda kännetecken har tonats ner till förmån för realism. 
Enligt Los Angeles Times var filmen den sista större Hollywoodfilmen att släppas på VHS.

## Handling
Tom Stall (spelad av Viggo Mortensen) lever ett lyckligt och tillbakadraget liv i den lilla staden Millbrook i delstaten Indiana, med hustrun Edie (Maria Bello) som är advokat och deras två barn. En kväll stoppar han ett rån på sin bar med våldsamma metoder. Han blir hyllad som hjälte men kort därefter får han besök av en hotfull typ som tror att Tom är en gammal "kollega" som försvunnit flera år tidigare.

## Rollista i urval
- Viggo Mortensen – Tom Stall
- Maria Bello – Edie Stall, hans fru
- Ashton Holmes – Jack Stall, deras son
- Heidi Hayes – Sarah Stall, deras dotter
- Ed Harris – Carl Fogarty
- William Hurt – Richie Cusack
- Peter MacNeil – Sheriffen Sam Carney